# Ib Glindemann
Ib Niels Carl Glindemann Nielsen (27. september 1934 – 5. april 2019) var en dansk jazzmusiker, komponist og orkesterleder.
Han studerede ved Det Kgl. Danske Musikkonservatorium 1952-1956, hvor hovedinstrumentet var trompet. Ib Glindemann samlede et amatørbigband, "Skyliners", mens han gik på konservatoriet, hvor den rytmiske musik ikke var særligt estimeret på den tid. Man øvede i kælderen under Forsvarsbrødrenes bygning i Gothersgade hver søndag formiddag. Det var sofistikerede arrangementer fra de store orkesterlederes repertoire, som stod på programmet – en af de store guruer var Stan Kenton. Orkestret bestod af konservatorieelever og gode amatører, og flere af dem fik senere en karriere i DR's bigband og andre store bigbands. Allerede som helt ung besad Ib Glindemann den senere så velkendte entusiastiske og inspirerende orkesterleder-stil, og kunne få det optimale ud af sine musikere. Skyliners indspillede nogle få plader. Han dannede sit eget professionelle orkester umiddelbart efter bestået konservatorieeksamen. Han var blandt pionerene i dansk rock'n'roll og var med ved Danmarks første rock-koncert i KB Hallen den 4. oktober 1956, mest fordi musikken lå så tæt op ad jazzen, at hans orkester blev en nødvendighed. 
På turné i Sverige i 1957 opdagede Glindemann sangerinden Monica Zetterlund og engagerede hende for sit bigband . 
Ib Glindemann blev med sit orkester tilknyttet reklamestationen Radio Mercur som fast radio-bigband fra starten i sommeren 1958 og indtil økonomiske vanskeligheder betød, at aftalen ophørte et halvt års tid senere.
Orkestret blev dog opløst efter få år. Siden skrev Glindemann filmmusik, og han deltog flittigt i debatten om popmusikkens underlødighed.
Glindemann har i sin karriere udsendt en lang række plader
I 1994 dannede han et nyt bigband og har siden da haft stor succes med at rejse landet tyndt med egne kompositioner blandet med gamle schlagere taget fra bl.a. Glenn Millers, Count Basies, Benny Goodmans , Stan Kentons , og Tommy Dorseys repertoire. Det er også blevet til nogle CD'er, hvor kendte sangere er i front.